# Прва лига Југославије у кошарци 1970/71.
Прва лига Југославије у кошарци 1971/72. је било 27. првенство СФРЈ у кошарци. Титулу је освојила Југопластика.

## Учесници првенства

### Табела
|     | Тим                    | Игр. | Поб. | Нер. | П+   | П-   | Бод |
| --- | ---------------------- | ---- | ---- | ---- | ---- | ---- | --- |
| 1.  | Југопластика           | 22   | 19   | 3    | 1895 | 1677 | 38  |
| 2.  | Локомотива Загреб      | 22   | 16   | 6    | 1953 | 1788 | 32  |
| 3.  | Црвена звезда          | 22   | 15   | 7    | 1929 | 1685 | 30  |
| 4.  | ОКК Београд            | 22   | 12   | 10   | 1519 | 1509 | 24  |
| 5.  | Работнички Скопље      | 22   | 11   | 11   | 1646 | 1632 | 22  |
| 6.  | Олимпија Љубљана       | 22   | 11   | 11   | 1797 | 1762 | 22  |
| 7.  | Задар                  | 22   | 10   | 12   | 1653 | 1692 | 20  |
| 8.  | Раднички Београд       | 22   | 9    | 13   | 1868 | 1913 | 18  |
| 9.  | Борац Чачак            | 22   | 9    | 13   | 1681 | 1746 | 18  |
| 10. | Партизан               | 22   | 8    | 14   | 1734 | 1781 | 16  |
| 11. | Ориолик Славонски Брод | 22   | 8    | 14   | 1532 | 1669 | 16  |
| 12. | Жељезничар Карловац    | 22   | 4    | 18   | 1576 | 1929 | 8   |

## Састави екипа
| Екипа         | Играчи | Тренер          |
| ------------- | --- | --------------- |
| Југопластика  | Петерка, Грашо, Мановић, Шкарић, Д. Тврдић, Гуво, Ратомир Тврдић, Л. Тврдић, Дамир Шолман, Деполо, Пруг, Петар Сканси, Гргин, Радуловић                                                                             | Бранко Радовић  |
| Локомотива    | Никола Плећаш |                 |
| Црвена звезда | Драган Капичић, Љубодраг Симоновић, Владимир Цветковић, Драгиша Вучинић, Зоран Славнић, Зоран Лазаревић, Горан Ракочевић, М. Тодосијевић, Иван Сарјановић, О. Буквић, С. Шкулић, М. Пољак, Б. Пешић, Д. Капетановић |                 |
| Партизан      | Драгутин Чермак, Слободан Јелић, Јосип Фарчић, Жарко Зечевић, Светислав Пешић, Латифић, Поповић, Каљевић, Симић, Богојевић, Ј. Јањић, Вишњић, Ђорђевић, Иљадица, Борис Беравс                                       | Радован Радовић |